# Perlachberg
Der Perlachberg ist ein kurzer Straßenabschnitt mit Straßenbahngleis in der Augsburger Innenstadt, der vom Rathausplatz steil hinunter zur Stadtmetzg führt. Benannt wurde die Straße nach dem dort gelegenen Perlachturm.
Zu den ersten Großbauten zählte das Zunfthaus der Bäcker (sogenanntes Bäckerhaus), welches 1602 vom Stadtbaumeister Elias Holl errichtet wurde. Dieses Gebäude wurde, wie nahezu alle anderen Gebäude in dieser Straße, durch die Luftangriffe auf Augsburg im Zweiten Weltkrieg vollständig zerstört. Allein das Gebäude mit der Hausnummer 6 blieb erhalten, welches im 13. Jahrhundert erbaut wurde. Es besitzt eine markante Fassade mit Giebelaufsatz und runden Öffnungen.
Hinterhalb des Perlachturmes zweigt eine kleine Seitengasse, der Hintere Perlachberg, ab. Dort befindet sich eine große Treppe, die eine Verbindung zum Fischmarkt an der Peterskirche herstellt. In seinem weiteren Verlauf schließt der Hintere Perlachberg an die Sterngasse an, die nach dem dortigen Kloster Maria Stern benannt ist. Auch am Hinteren Perlachberg wurden während der Bombenangriffe viele alte Gebäude zerstört. Dazu zählt unter anderem die ehemals bekannte Gastwirtschaft „Zur finsteren Stube“ (rechts im Bild). Nach dem Krieg blieb dieser Platz unbebaut und wurde als Parkfläche genutzt. Erst in den 1980er-Jahren wurden an dieser Stelle wieder Gebäude errichtet.
Am unteren Ende des Perlachbergs, nach der Stadtmetzg, geht der Perlachberg in die Barfüßerstraße über, die nach der dortigen Barfüßerkirche benannt ist.